# Computer Antivirus Research Organization
CARO (Computer Antivirus Research Organization) è un'organizzazione che è stata istituita nel 1990 per la ricerca e lo studio di malware.
L'organizzazione è molto famosa nel mondo della Sicurezza informatica per aver realizzato la Computer Virus Naming Convention nel 1991 (e le seguenti revisioni). Tale convenzione è stata ampiamente adottata dai produttori di Antivirus.
Ogni anno si svolge un workshop tra tutti i membri dell'organizzazione. Generalmente, il workshop è indetto e ospitato da uno dei produttori di Antivirus che sono associati alla CARO.
Il CARO Workshop 2009 fu organizzato da Virus Buster e tenuto a Budapest, Ungheria. Il CARO Workshop 2010 fu organizzato da F-Secure e tenuto a Helsinki, Finlandia. Il CARO Workshop 2011 è stato, invece, organizzato da AVAST Software e tenuto in Repubblica Ceca.

## EICAR test file
In collaborazione con la EICAR (European Institute for Computer Antivirus Research), la CARO ha progettato e realizzato il programma EICAR test file, che serve a testare l'integrità dei software Antivirus.

## Membri
Tra i membri, fondatori e non, della CARO ci sono: Friðrik Skúlason (fondatore della FRISK Software International), Alan Solomon (fondatore della Dr Solomon's Antivirus Toolkit), Vesselin Bontchev, Mikko Hyppönen (CRO della F-Secure), Eugene Kaspersky (fondatore della Kaspersky Lab), Nick FitzGerald, Peter Ferrie, Dmitry Gryaznov, Igor Muttik, Padgett Peterson, Costin Raiu, Morton Swimmer e Righard Zwienenberg.